# Chinesisch-Vietnamesischer Krieg
Als Chinesisch-Vietnamesischer Krieg, in China Zhōng-Yuè biānjìng zìwèi huánjí zuòzhàn 中越边境自卫还击作战 „Selbstverteidigungs- und Gegenangriffskampf an der chinesisch-vietnamesischen Grenze“, vietnamesisch Cuộc chiến chống bè lũ bành trướng phương bắc „Krieg gegen den chinesischen Expansionismus“, wird der Einmarsch der chinesischen Volksbefreiungsarmee in Vietnam ab dem 17. Februar 1979 bezeichnet.
Auslöser des militärischen Konflikts war das vietnamesische Vorgehen gegen die mit China verbündeten Roten Khmer in Kambodscha. China besetzte einige Grenzstädte in Vietnam und zog sich nach heftigen Kämpfen wieder zurück, ohne die vietnamesische Einmischung in Kambodscha beenden zu können.

## Ursachen und Anlass
Vorausgegangen waren jahrelange Grenzstreitigkeiten und die Rivalität in ideologisch-politischen Auseinandersetzungen zwischen China und der Sowjetunion, die mit Vietnam im November 1978 einen Freundschaftsvertrag abschloss.
Bis 1979 betrachteten China und Vietnam ihre gemeinsame Grenze, die sich durch unübersichtliches und zerklüftetes Terrain erstreckt, als eine „Freundschafts- und Friedensgrenze“. Historisch ging sie auf den Vertrag von Tianjin 1858 zurück mit Ergänzungen 1896, in dem das damalige Kaiserreich China unter anderem auf das Protektorat Tonkin verzichten und dies als französisches Protektorat anerkennen musste. Der strittige Grenzverlauf wurde mehrmals in Verhandlungen zwischen China und Vietnam erörtert, unter anderem 1957. Ab Anfang der 1970er Jahre kam es allerdings zu häufigen Grenzzwischenfällen, für die beide Staaten einander die Schuld gaben. Die Volksrepublik China verkündete am 16. Februar 1979, dass die Vietnamesen rund 3535 Zwischenfälle an der Grenze verursacht hätten, Vietnam gab im Gegenzug für diesen Zeitraum 2158 Grenzprovokationen durch China bekannt. Die Spannungen nahmen zu und beide Staaten baten um Maßnahmen durch den Sicherheitsrat der Vereinten Nationen, da sie durch die Provokationen den „Weltfrieden in Gefahr“ sahen.

Indochina 1979: Chinesische Offensiven und von China besetzte Gebiete in Nordvietnam

Anfang 1979 stürzten vietnamesische Streitkräfte nach einer Invasion und Besetzung Kambodschas das Pol-Pot-Regime der Roten Khmer, das mit China verbündet war, und setzen eine provietnamesische Marionettenregierung unter Heng Samrin ein. China sah seine regionalen Machtinteressen gefährdet, da es eine an die Sowjetunion gebundene Indochina-Föderation unter der Vorherrschaft Vietnams befürchtete, und griff militärisch ein, um Vietnam zum Abzug seiner Streitkräfte aus Kambodscha zu zwingen. China war entschlossen, kein „vietnamesisches Kuba“ an seiner Südflanke entstehen zu lassen und den Einfluss der Sowjetunion zurückzudrängen. Einen Tag nach der chinesischen Invasion schlossen die Regierungen von Vietnam und des von Vietnam besetzten Kambodscha am 18. Februar 1979 einen Kooperations- und Freundschaftsvertrag.

## Verlauf
Nach der Mobilmachung im Januar 1979 schickte China 200.000 Mann und ein Fünftel seiner Luftstreitkräfte an die vietnamesische Grenze. Die vietnamesischen Streitkräfte hatten eine Stärke von 70.000 Soldaten, gegliedert in 38 Infanterie-Divisionen und vier selbstständige Panzerbrigaden. Davon waren in Laos sechs Infanteriedivisionen und in Kambodscha fünf Infanteriedivisionen und eine Panzerbrigade stationiert.
Am 17. Februar 1979 um 03.30 Uhr Ortszeit griff die chinesische Volksbefreiungsarmee von Yunnan und Guangxi aus an 26 Stellen der etwa 1347 Kilometer langen Grenze den Nachbarstaat an. China begründete dies als einen Gegenangriff und als Reaktion auf vietnamesische Provokationen; die Truppen würden nach dem Gegenschlag wieder zur Verteidigung der Grenze zurückgezogen. Die Vietnamesen konnten trotz totaler Mobilmachung im Land zunächst durch eine Streitkräfteumgruppierung nur zwei Divisionen zur Verteidigung aufbieten. Die chinesische Infanterie blieb jedoch öfter stecken, da sich die vietnamesischen Soldaten in einem weit verzweigten Bunker- und Stollensystem verschanzt hatten. Erst nach massierten Panzerangriffen erzielten die Chinesen nach zehn Tagen bis zu 40 Kilometer Geländegewinn, besonders im Delta des Roten Flusses und in den Ausgangspforten aus dem Yunnan-Gebirge. Bis zum 5. März eroberten die Chinesen in erbitterten Kämpfen mehrere Grenzorte in Đồng Đăng, Lạng Sơn, Cao Bằng, That Khe, Lào Cai und Cam Duong und stießen bis Lai Châu vor. Die Sowjetunion schickte Protestnoten an die chinesische Führung und unterstützte Vietnam mit Waffenlieferungen, griff aber selbst nicht in die Kämpfe ein.

## Kriegsende
Nach den dreiwöchigen Gefechten behaupteten beide Seiten, den Krieg gewonnen zu haben. Die Kämpfe forderten auf beiden Seiten hohe Verluste. Keine Seite hat offiziell belastbare Verluststatistiken herausgegeben. Vietnamesische Quellen sprechen von 60.000 Verwundeten und 20.000 Gefallenen auf chinesischer Seite. Chinesische Quellen sprechen von 7.000 bis 8.000 Toten und 15.000 bis mehr als 21.000 Verwundeten auf der eigenen Seite und rund 52.000 Todesopfern unter den Vietnamesen. Eine unabhängige Schätzung geht von rund 26.000 Toten und 37.000 Verwundeten auf chinesischer und 30.000 Toten und 32.000 Verwundeten auf vietnamesischer Seite aus.
Der chinesische Regierungschef Hua Guofeng erklärte am 16. März 1979 den Abzug der chinesischen Truppen aus Vietnam für beendet, dennoch standen bis zum 27. März noch chinesische Soldaten auf vietnamesischem Territorium. Am 18. April 1979 begannen Verhandlungen in Hanoi und im Juni in Peking, sie blieben aber beide erfolglos. Bis zum 22. Juni wurde der Austausch von Kriegsgefangenen vereinbart.

## Acht-Punkte-Plan Chinas
Als Grundlage für Verhandlungen über die Beilegung von Grenzstreitigkeiten legte die Volksrepublik China einen Acht-Punkte-Plan vor, der als Basis für Grenzvereinbarungen gelten sollte. Hierzu gehörten im Kern u. a.:
- die Wiederaufnahme der seit 1978 aus Vietnam nach China vertriebenen 240.000 vietnamesischen Staatsangehörigen chinesischer Herkunft,
- die Anerkennung der Spratly-Inseln und Paracel-Inseln als integraler Bestandteil Chinas,
- der Rückzug vietnamesischer Truppen aus dessen Nachbarstaaten (Kambodscha, Laos).

## Drei-Punkte-Plan Vietnams
Der vietnamesische Drei-Punkte-Plan als Reaktion auf die chinesischen Forderungen beinhaltete:
- die Frage der Grenzregelung und die Herstellung normaler Beziehungen zwischen beiden Staaten,
- die Einrichtung einer entmilitarisierten Zone,
- den Abschluss eines Nichtangriffspaktes.

## Weitere Zwischenfälle nach 1980
Immer wieder kam es auch nach dem Grenzkrieg zu beiderseitigen Grenzverletzungen. Zu den schwersten Kämpfen kam es vom 5. bis 7. Januar 1987, als eine chinesische Division in die Provinz Ha Tuyen eindrang.
Erst nachdem sich Ende 1986 die Sowjetunion unter Michail Gorbatschow um ein besseres Verhältnis zu China bemüht hatte und Vietnam den Rückzug der in Kambodscha stationierten Truppen angekündigt hatte (der im November 1989 vollständig abgeschlossen wurde), trat im vietnamesisch-chinesischen Grenzgebiet Ruhe ein.

## Beilegung des Konflikts
Nachdem Ende 1999 schon die gemeinsame territoriale Grenze in einem Vertrag der beiden Konfliktpartner festgelegt worden war, fand ein vorbereitendes Treffen der Premierminister am 25. September 2000 statt. Der eigentliche Vertrag über die Demarkation der Seegrenze und der Fischereirechte im Golf von Tonkin wurde vom damaligen vietnamesischen Präsidenten Trần Đức Lương und dem chinesischen Präsidenten Jiang Zemin am 25. Dezember 2000 unterzeichnet.
Seit 2001 ist der Konflikt zwischen China und Vietnam beigelegt. Somit sind alle bilateralen Streitigkeiten um regionale Macht vertraglich beigelegt worden. Lediglich in dem unabhängig existierenden Konflikt um die Spratly- und Paracel-Inseln stehen sich die beiden Länder zusammen mit Brunei, Malaysia, Taiwan und den Philippinen noch konflikthaft gegenüber.